# Asseco Poland
Asseco Poland S.A. – przedsiębiorstwo informatyczne z siedzibą w Rzeszowie, notowane na Giełdzie Papierów Wartościowych w Warszawie. Jednostka dominująca międzynarodowej grupy kapitałowej Asseco. Założycielem i Prezesem Zarządu Asseco Poland jest Adam Góral. Grupa konsoliduje kilkaset spółek w 60 krajach na całym świecie i zatrudnia 33 062 osób.
W sezonie 2025/2026 firma Asseco została sponsorem tytularnym Ligi Mistrzów w siatkówce mężczyzn.

## Działalność
Asseco Poland koncentruje się na produkcji i rozwoju oprogramowania własnego, dla różnych sektorów gospodarki, między innymi:
- sektor bankowy[3]
- ubezpieczenia[4]
- administracja publiczna:
  - Zakładu Ubezpieczeń Społecznych[5]
  - Ministerstwo Finansów[6]
  - samorządy lokalne[7]
  - służby mundurowe
- energetyka[8]
- telekomunikacja[9]
- inne

Skonsolidowane przychody Grupy Asseco wyniosły w 2023 r. 16,9 mld złotych, a zysk netto wyniósł ponad 1,2 mld złotych. Zysk operacyjny wyniósł ponad 1,6 mld złotych.

## Historia

### Początki działalności
Przedsiębiorstwo powstało w 1991 roku jako Comp Rzeszów. Firma początkowo zajmowała się wdrożeniami własnych systemów informatycznych w bankach spółdzielczych.
Od 2004 roku Asseco Poland jest notowane (pierwotnie jako Comp Rzeszów) na Giełdzie Papierów Wartościowych w Warszawie.

### Akwizycje w kraju
- W 2004 roku Comp Rzeszów przejął 55% akcji słowackiej spółki Asset Soft[12], która zajmowała się wdrażaniem oprogramowania dla banków, firm ubezpieczeniowych, przedsiębiorstw komercyjnych i sektora publicznego. Był to początek międzynarodowej ekspansji polskiej spółki, która przyjęła wówczas nazwę Asseco[10]. W 2004 roku Asseco Poland zatrudniało 633 pracowników[potrzebny przypis].
- W 2006 roku spółka przejęła Softbank SA[13], rok później Prokom Software[14], a w 2010 spółkę ABG dostarczającą rozwiązania dla sektora ochrony zdrowia[15].
- W roku 2015 Asseco przejęło 98% udziałów w spółce Infovide-Matrix[16].

### Ekspansja międzynarodowa
- Działalności krajowej towarzyszyło tworzenie holdingów działających w poszczególnych regionach Europy: Asseco Central Europe (Słowacja, Czechy, Węgry), Asseco DACH (Niemcy, Austria, Szwajcaria), Asseco South Eastern Europe (kraje bałkańskie, Turcja), Asseco Northern Europe (kraje skandynawskie i bałtyckie), Asseco South Western Europe (Hiszpania, Portugalia, Francja, Włochy).[potrzebny przypis]
- W 2010 roku Asseco przejęło izraelski holding Formula Systems, notowany na amerykańskiej giełdzie NASDAQ i izraelskiej TASE giełdzie[17]. W rankingu największych przejęć w 2010 roku, przygotowanym przez magazyn Forbes, zajęła ósmą lokatę.[potrzebny przypis] Formula Systems to największa informatyczna firma w Izraelu.[potrzebny przypis]
- W 2013 roku Asseco dokonało kilku akwizycji na rynkach wschodnich, między innymi spółki R-Style Softlab została przejęta za 28 mln dolarów (ok. 93 mln złotych)[18].
- W roku 2015 Grupa Asseco przejęła pakiet większościowy udziałów w portugalskiej spółce informatycznej Exictos SGPS, działającej w Portugalii oraz portugalskojęzycznych rynkach wschodzących Afryki – w Angoli, Mozambiku oraz Republice Zielonego Przylądka[19].

### Restrukturyzacja
- W roku 2016 m.in. zakończono proces fuzji Asseco Poland z Infovide-Matrix oraz przeniesienie biznesu infrastrukturalnego do Asseco Data Systems. Ponadto, spółkę DahliaMatic wzmocniono o nowe zespoły[20].
- W 2017 roku Grupa Asseco wydzieliła Asseco International[21] – holding, odpowiedzialny za zarządzanie, nadzór oraz wsparcie rozwoju spółek z Grupy Asseco, działających na międzynarodowych rynkach oraz Asseco Enterprise Solutions[22] – centrum kompetencyjne w obszarze własnego oprogramowania dla przedsiębiorstw (ERP).

### Dalsza ekspansja
- W 2018 roku Asseco nabyło ponad 60% udziałów w krakowskiej spółce Nextbank Software Sp. z o.o.[23], która dostarcza rozwiązania dla sektora bankowego na Filipinach.
- W 2019 roku Asseco nabyło 51% udziałów w hiszpańskiej spółce Tecsisa, która dostarcza rozwiązania IT dla sektora energetycznego oraz 69,01% akcji w spółce ComCERT, zajmującej się dostarczaniem usług z zakresu cyberbezpieczeństwa, m.in. monitorowaniem bezpieczeństwa i wykrywaniem zagrożeń teleinformatycznych[potrzebny przypis].
- W 2020 roku Asseco wspólnie z niemieckim Adesso, specjalizującym się w systemach dla firm ubezpieczeniowych i konsultingu dla banków, utworzyło spółkę Adesso Banking Solutions[potrzebny przypis].
- W 2021 roku Asseco nabyło Gdyński Klub Koszykówki Arka S.A. oraz pakiety większościowe w 9 spółkach zagranicznych[1].

## Struktura grupy kapitałowej
Grupa Asseco jest federacją spółek działających w 60 krajach. Na jej czele stoi Asseco Poland. Grupa Asseco wyodrębnia następujące segmenty operacyjne:
- Segment Asseco Poland – obejmuje działalność operacyjną spółki dominującej i spółek działających na rynku polskim.
- Segment Asseco International – w ramach którego Asseco prowadzi działalność głównie na rynkach Europy Centralnej, Europy Środkowo-Wschodniej oraz Europy Zachodniej.
- Segment Formula Systems – odpowiada za największą część przychodów generowanych przez Grupę Asseco. W ramach segmentu Grupa prowadzi działalność głównie na rynku izraelskim, w USA oraz na rynku europejskim.

## Akcjonariat
Według danych z kwietnia 2025 r. głównymi akcjonariuszami spółki są:
- Adam Góral Fundacja Rodzinna 10%
- Yukon Niebieski Kapital B.V. 10%
- OFE Allianz Polska 10%
- OFE Nationale-Nederlanden  9.1%